# Gilbert Bächtold
Gilbert Bächtold (ou Baechtold), né le 8 août 1921 à Lausanne et mort dans la même ville le 19 décembre 1996, est un avocat, écrivain et politicien vaudois, membre du parti socialiste.

## Biographie
Gilbert Baechtold fait des études de droit à l'Université de Lausanne puis mène de front une carrière d'avocat et de parlementaire. Gilbert Baechtold est successivement président du Conseil général (1942) puis municipal de Jouxtens-Mézery (1948-1956). Élu député, il siège au Grand Conseil vaudois de 1957 à 1962 ainsi qu'en 1967 ; puis très actif sur le plan de la politique étrangère et défenseur des valeurs de gauche dans son parti, l'avocat siège au Conseil national de 1966 à 1983[réf. souhaitée].
Grand amateur de voyages, Gilbert Baechtold trouve dans ses nombreux périples l'inspiration de nombreuses nouvelles qui paraissent notamment dans Domaine public. Il fait paraître également plusieurs recueils de courts récits ainsi qu'un roman Les Juges fous en 1983[réf. souhaitée].
Gilbert Bächtold est président fondateur d'Helvetia latina, de l'Association suisse des parlementaires de langue française, du Comité suisse de soutien au peuple afghan et vice-président de l'Association internationale des parlementaires de langue française[réf. souhaitée].

## Sources
- « Gilbert Bächtold », sur la base de données des personnalités vaudoises sur la plateforme « Patrinum » de la Bibliothèque cantonale et universitaire de Lausanne.
- Jean-Pierre Chuard, « Gilbert Bächtold » dans le Dictionnaire historique de la Suisse en ligne, version du 26 décembre 2001.
- Henri-Charles Dahlem, Dictionnaire des écrivains suisses d'expression française, Genève, GVA, 1994, p. 57-58